# Franco Sebastián Sosa
Franco Sebastián Sosa est un joueur de football argentin né le 4 avril 1981 à Monteros en Argentine.
Son poste de prédilection est défenseur latéral droit.

## Clubs
Il a commencé sa carrière en 2001 au Gimnasia de Jujuy, alors en D2 argentine. Il remportera le tournoi de cloture de cette division en 2005. Il rejoindra ensuite le club du Racing Club de Avellaneda en 2006. En août 2009, il signe un contrat de 3 ans avec le FC Lorient. Titulaire régulier pour sa première saison au club, Maxime Baca lui est souvent préféré au poste d'arrière-droit durant la saison 2010-2011.